# Gonzalo Julián Martín
Gonzalo Julián Martín (Valencia, 1841 - 1902) fue un abogado, periodista y político de la Comunidad valenciana, España. Estudió Derecho en la Universidad de Valencia y se licenció en la Universidad Central de Madrid. Colaboró en el Diario Mercantil de Valencia y participó en la revolución de 1868 que puso fin al reinado de Isabel II, tras la cual fue juez del distrito del Mar de 1870 a 1872. De 1872 a 1874 fue secretario de la Diputación de Valencia en sustitución de Félix Pizcueta, militó en el Partido Demócrata-Radical y fundó el diario El Mercantil Valenciano, colocándose de parte del establecimiento de la Primera República.
Durante la Restauración borbónica defendió las tesis republicanas desde su diario y criticó el régimen restauracionista, aunque de manera moderada. De 1879 a 1885 fue concejal del Ayuntamiento de Valencia, y junto con Vicente Dualde fue diputado en las Cortes por el distrito electoral de Valencia a las elecciones generales de 1893. No se presentó a la reelección y continuó su labor como periodista.